# Pahamunaya joda
Pahamunaya joda är en nattsländeart som beskrevs av Malicky och Chantaramongkol 1993. Pahamunaya joda ingår i släktet Pahamunaya och familjen fångstnätnattsländor. Inga underarter finns listade i Catalogue of Life.